# Cyber Sled
Cyber Sled är ett racing-shoot 'em up-spel utvecklat och utgivet av Namco 1993.
Spelet utspelar sig är 2067, och tävlingarna hålls i ett centrumområde där en gammal ishall-sporthall tidigare fanns.

### Fotnoter
1. ↑  Cyber Sled på Killer List of Videogames
2. ↑  Brad Cook. ”Synopsis” (på engelska). Allgame. Arkiverad från originalet den 14 november 2014. https://web.archive.org/web/20141114220427/http://www.allgame.com/game.php?id=9856. Läst 14 maj 2014.